# HMS C25
Pour les articles homonymes, voir C25.
Le HMS C25 est l’un des 38 sous-marins britanniques de classe C, construit pour la Royal Navy au cours de la première décennie du XXe siècle. Le bateau a survécu à la Première Guerre mondiale et a été vendu à la ferraille en 1921.

## Conception
La classe C ne se distinguait de la classe B que par un gain de performances en immersion. Le sous-marin avait une longueur de 43,4 m, un maître-bau de 4,1 m et un tirant d'eau moyen de 3,5 m. Leur déplacement était de 292 tonnes en surface et 321 tonnes en immersion. Les sous-marins de classe C avaient un équipage de deux officiers et quatorze matelots.
Pour la navigation en surface, ces navires étaient propulsés par un unique moteur à essence Vickers à 16 cylindres de 600 chevaux-vapeur (447 kW) qui entraînait un arbre d'hélice. En immersion, l’hélice était entraînée par un moteur électrique de 300 chevaux (224 kW). Ces navires pouvaient atteindre 12 nœuds (22 km/h) en surface et 7 nœuds (13 km/h) sous l’eau. En surface, la classe C avait un rayon d'action de 910 milles marins (1690 km) à 12 nœuds (22 km/h).
Les navires étaient armés de deux tubes lance-torpilles de 18 pouces (457 mm) à l’avant. Ils pouvaient transporter une paire de torpilles de rechargement, mais en général, ils ne le faisaient pas, car en compensation ils devaient abandonner un poids égal de carburant.

## Engagements
Le HMS C25 a été construit par Vickers à leur chantier naval de Barrow-in-Furness. Sa quille fut posée le 27 février 1908 et il fut mis en service le 28 mai 1909. 
Le 6 juillet 1918, le bateau a été surpris en surface au large de Harwich, à 15 milles marins à l’est de Orford Ness, par une escadrille de cinq hydravions allemands qui l’ont mitraillé et bombardé. Plusieurs balles ont tué le commandant, le lieutenant David Courtenay Bell, et trois vigies sur la passerelle. Un des corps a bloqué l’écoutille du kiosque, donc le sous-marin n’a pas pu plonger. Le premier lieutenant, le sous-lieutenant Ronald M. Cobb, et deux artificiers de la salle des machines coupent la jambe d’un des corps avec une scie à métaux pour libérer l’écoutille. Deux autres membres d’équipage sont morts en essayant de fermer l’écoutille. Les trous dans la coque étanche furent bouchés par des vêtements, et le HMS E51 se présenta pour remorquer le C25. Les hydravions sont revenus, réarmés et prêts à attaquer de nouveau, mais ils ont été chassés par l’arrivée d’un destroyer de classe Acheron, le HMS Lurcher, qui a remorqué le C25 jusqu'au port. 
Le HMS C25 a été vendu le 5 décembre 1921.